# Ceraeochrysa nigripedis
Ceraeochrysa nigripedis är en insektsart som beskrevs av Penny 1997. Ceraeochrysa nigripedis ingår i släktet Ceraeochrysa och familjen guldögonsländor. Inga underarter finns listade i Catalogue of Life.